# 원주 법천사지 지광국사탑
원주 법천사지 지광국사탑(原州 法泉寺址 智光國師塔)은 원래 강원도 원주시 부론면 법천사지에 있었으나 한일병탄 직후 오사카로 밀반출되었다가 반환되어 경복궁에 있다가 현재는 대전광역시 유성구 문지동, 국립문화재연구소에 있다. 1962년 12월 20일 대한민국의 국보 제101호로 지정되었다.

## 개요
이 탑은 고려시대의 승려 지광국사 해린(984∼1067)을 기리기 위한 것으로, 원래 법천사터에 있던 것인데 일제시대에 일본의 오사카로 몰래 빼돌려졌다가 반환되었으며, 경복궁에 놓여 있다가 현재는 국립문화재연구소에 있다.
일반적으로 통일신라 이후의 탑이 8각을 기본형으로 만들어진 것에 비해, 이 탑은 전체적으로 4각의 평면을 기본으로 하는 새로운 양식을 보여준다. 바닥돌은 네 귀퉁이마다 용의 발톱같은 조각을 두어 땅에 밀착된 듯한 안정감이 느껴지며, 7단이나 되는 기단의 맨윗돌은 장막을 드리운 것처럼 돌을 깎아 엄숙함을 느끼게 한다. 탑신에는 앞뒤로 문짝을 본떠 새겼는데, 사리를 모시는 곳임을 표시하기 위함이다. 지붕돌은 네 모서리가 치켜올려져 있으며, 밑면에는 불상과 보살, 봉황 등을 조각해 놓았다. 머리장식 역시 여러 가지 모양을 층층이 쌓아올렸는데, 비교적 잘 남아있다.
법천사터에는 지광국사의 탑비가 그대로 남아있는데, 탑비를 세운 때가 고려 선종 2년(1085)이므로 묘탑의 조성시기는 국사의 입적 직후인 1070∼1085년에 세워진 것으로 보아야 할 것이다.
탑 전체에 여러 가지 꾸밈을 두고, 4각의 평면을 기본으로 하고 있는 등 자유로운 양식에 따라 만들어졌는데도, 장식이 정교하며 혼란스럽지 않다. 화려하게 꾸민 장식으로 인해 엄숙한 멋을 줄어들게 하고 있지만, 고려시대에 만들어진 탑 가운데 다른 어떤 것에 비할 수 없을 만큼 우수한 작품이다.
기단 네 귀퉁이에 사자상이 1구씩 배치되어 있었으나 현재는 국립중앙박물관에서 보관 중이다.

## 특징
세부가 매우 화려하고 섬세한 수법으로 이루어져 당대의 청자기와 함께 고려 미술의 전성기를 보여주는 부도로서 중요하다. 높이 6.1m. 이 탑은 한국 전쟁 중에 포탄에 맞아 크게 파손된 것을 복원 수리한 것이다.또한 고려시대에 만들어짐

## 사진

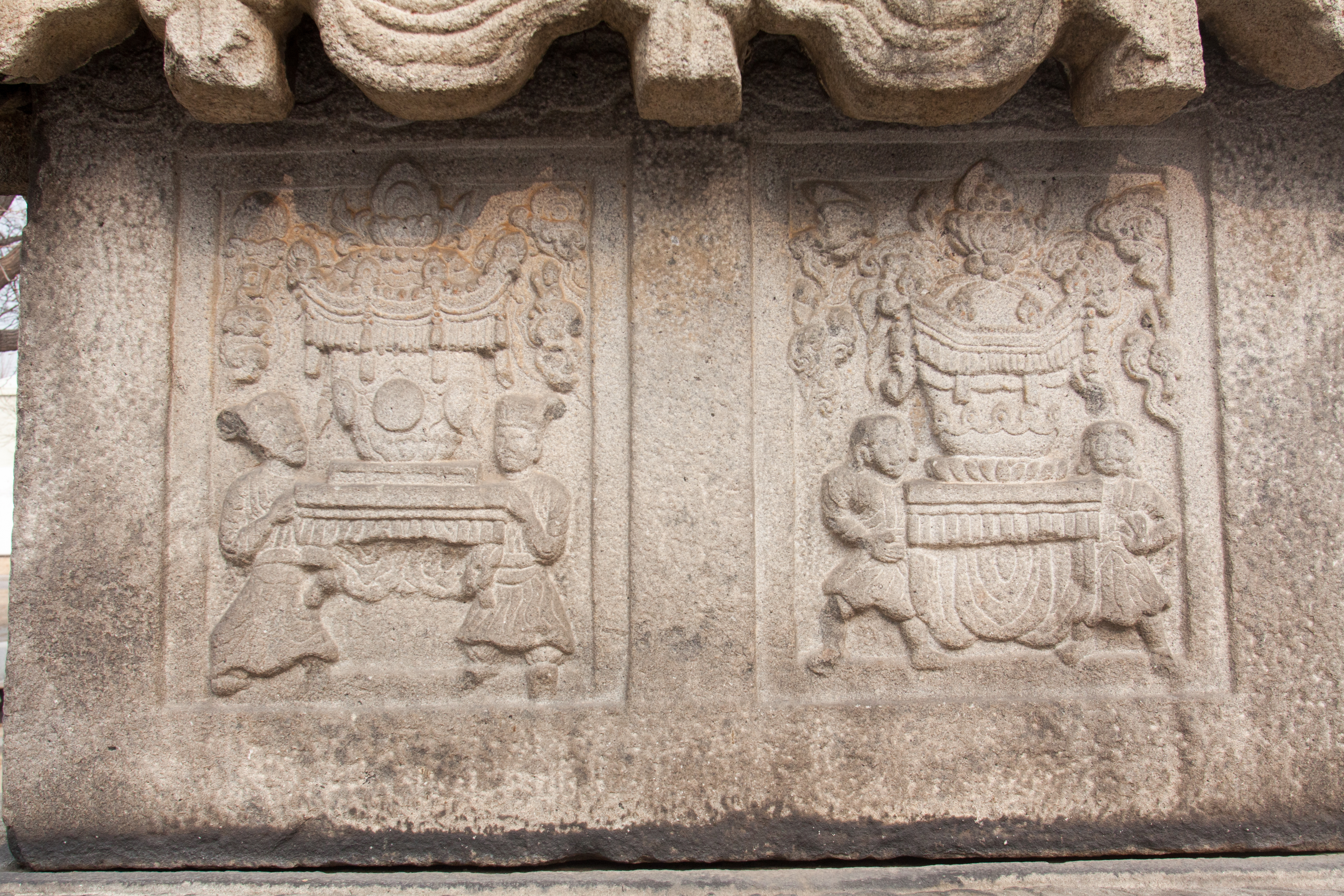
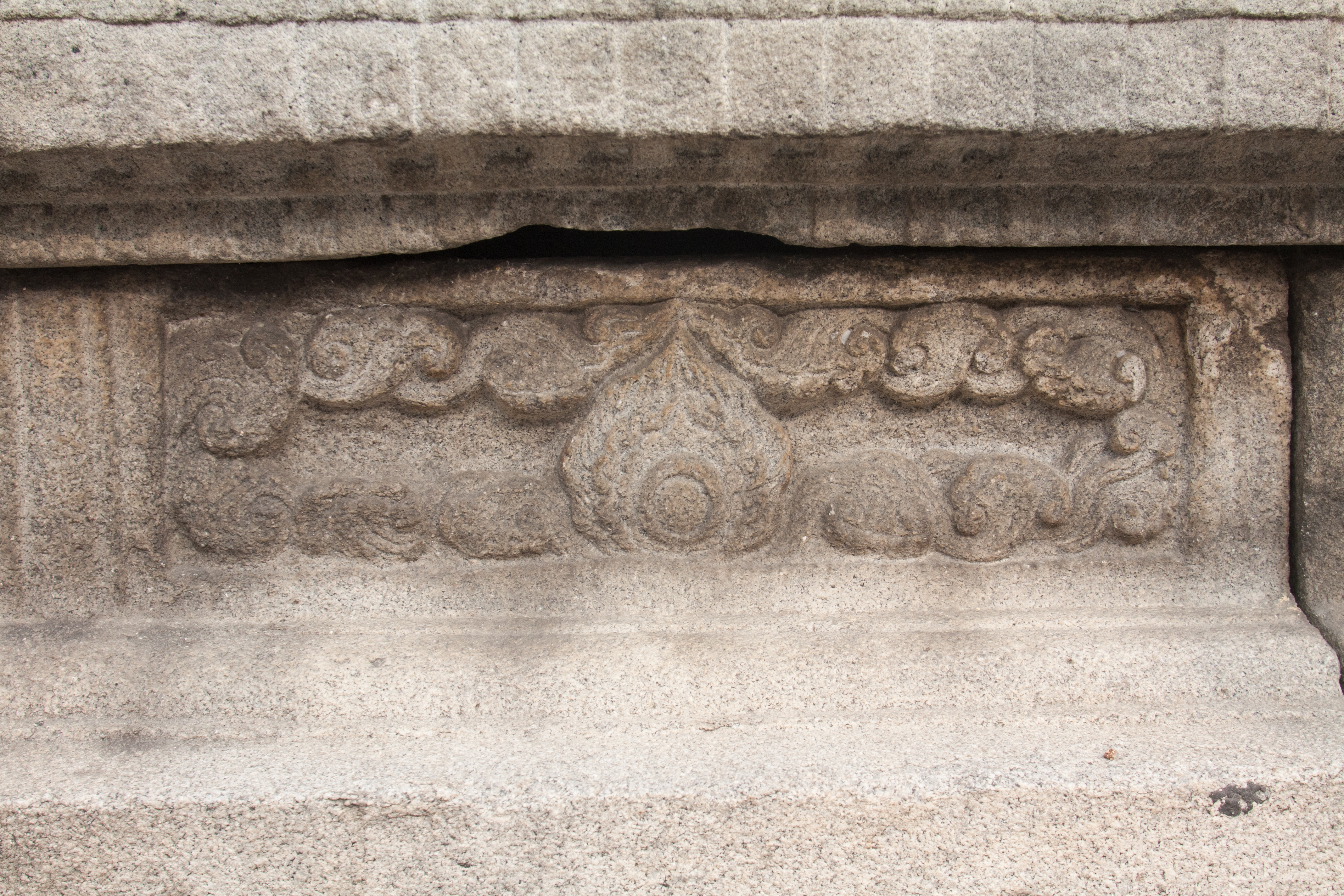
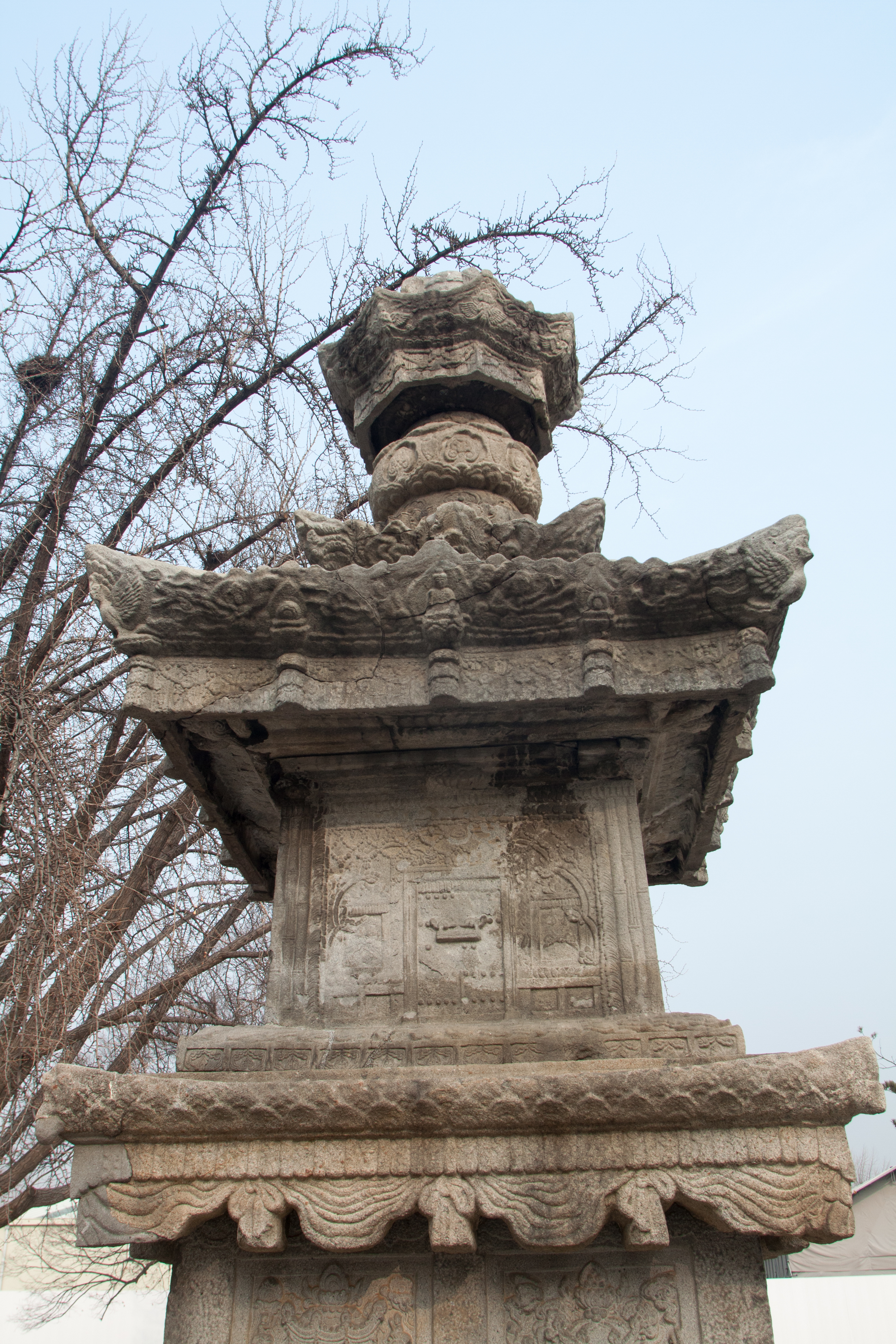
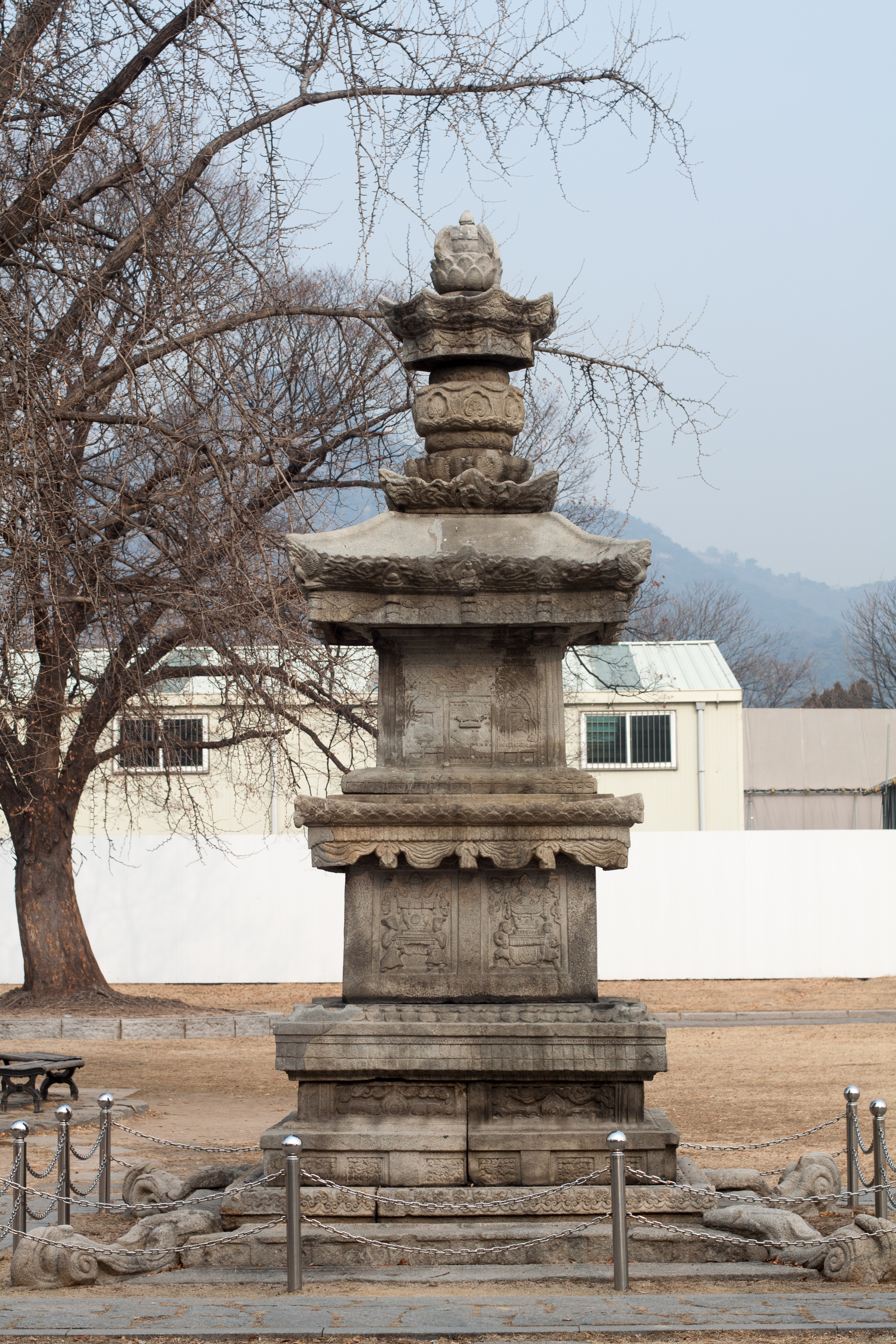
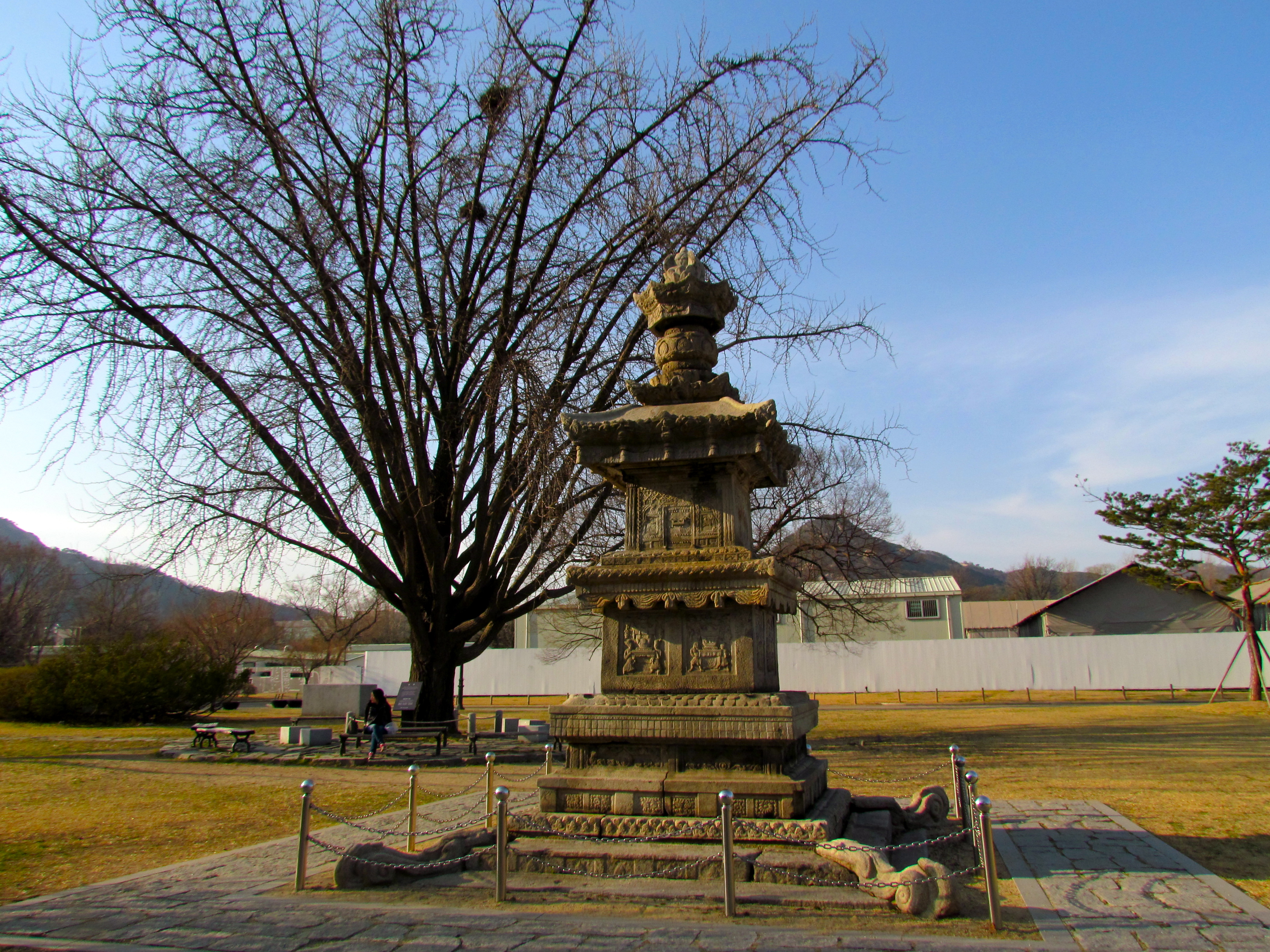
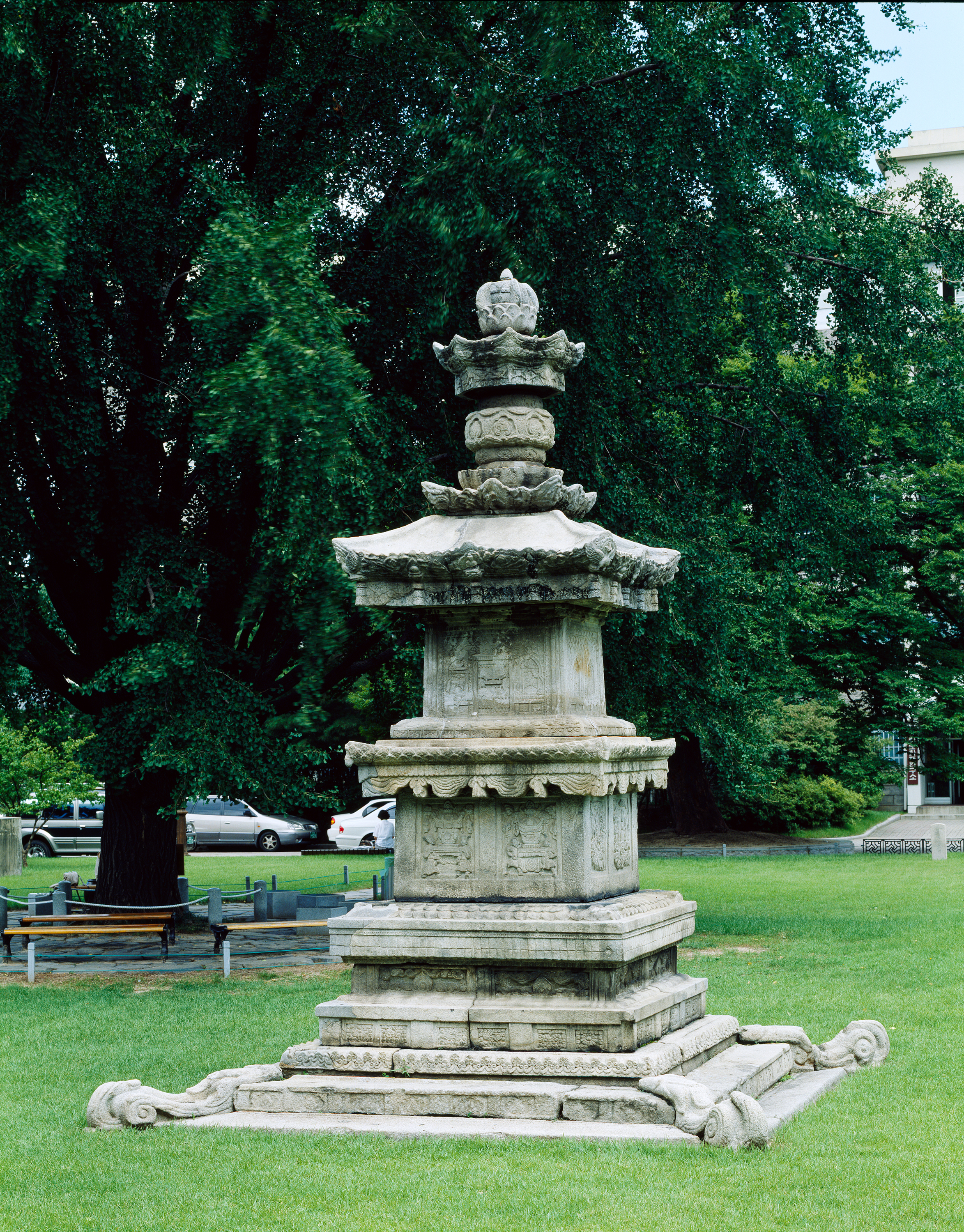

## 현지 안내문
이 승탑은 고려 시대의 고승 지광국사 해린(984~1067)의 묘탑으로 원래 강원도 원주시 부론면 법천사 터에 있던 것인데, 1912년에 일본인이 몰래 일본으로 가져갔다가 발각이 되어 3년 후인 1915년에 되돌려 받아 경복궁에 세워지게 되었다. 탑의 받침대에 해당되는 기단부에는 여러 단을 두어 꽃, 상여, 신선, 장막 등을 장식하고 탑의 몸체에도 페르시아 풍의 창문을 내고 드림새 장식을 하였으며, 지붕과 꼭대기에도 불보살상, 봉황, 연꽃 등의 화려한 무늬로 장식되었다. 이 승탑의 지광국사의 장례때 사리를 운반하던 화려한 외국풍의 가마를 본떠 제작된 것으로 추정되며, 이러한 승탑은 고려시대에 들어 과거의 전통에서 벗어나 새롭게 고안된 걸작으로 인정받고 있다. 지광국사는 고려 전기의 이름난 고승으로 현종 임금과 문종 임금으로부터 특별한 대우를 받았는데, 특히 문종 임금은 지광국사를 왕사로 삼았다가 훗날에는 국사로 임명하였다. 이 승탑은 선종 2년(1085년) 무렵 세워진 것으로 추정된다.

## 같이 보기
- 해린
- 원주 법천사지 지광국사탑비 (국보 제59호)

## 참고 자료
- 원주 법천사지 지광국사탑 - 국가유산청 국가유산포털
- 이 문서에는 다음커뮤니케이션(현 카카오)에서 GFDL 또는 CC-SA 라이선스로 배포한 글로벌 세계대백과사전의 내용을 기초로 작성된 글이 포함되어 있습니다.